# Clathrina mutsu
Clathrina mutsu är en svampdjursart som först beskrevs av Hozawa 1928.  Clathrina mutsu ingår i släktet Clathrina och familjen Clathrinidae. Inga underarter finns listade i Catalogue of Life.